# Boutigny-Prouais
Boutigny-Prouais ist eine französische Gemeinde mit 1.708 Einwohnern (Stand: 1. Januar 2022) im Département Eure-et-Loir in der Region Centre-Val de Loire; sie gehört zum Arrondissement Dreux und zum Kanton Anet. Die Einwohner werden Botipratiens genannt.

## Geographie
Boutigny-Prouais liegt etwa 16 Kilometer östlich von Dreux. Umgeben wird Boutigny-Prouais von den Nachbargemeinden Goussainville im Norden, Maulette und Dannemarie im Nordosten, Bourdonné und Condé-sur-Vesgre im Osten, Grandchamps im Südosten, Les Pinthières und Saint-Laurent-la-Gâtine im Süden, Ouerre im Südwesten, La Chapelle-Forainvilliers im Westen sowie Broué im Westen und Nordwesten.

## Geschichte
1972 wurden die bis dahin eigenständigen Gemeinden Boutigny und Prouais zusammengeschlossen.

## Bevölkerungsentwicklung
| Jahr                       | 1962 | 1968 | 1975 | 1982 | 1990 | 1999 | 2006 | 2013 | 2020 |
| Einwohner                  | 525  | 533  | 757  | 1087 | 1318 | 1533 | 1641 | 1840 | 1676 |
| Quellen: Cassini und INSEE |      |      |      |      |      |      |      |      |      |

## Sehenswürdigkeiten
- Kirche Saint-Pierre in Boutigny, 1957 Wiederaufbau der 1947 abgebrannten Kirche
- Kirche Saint-Remi in Prouais
- Mühle von Le Mesnil-sur-Opton, seit 1969 Monument historique

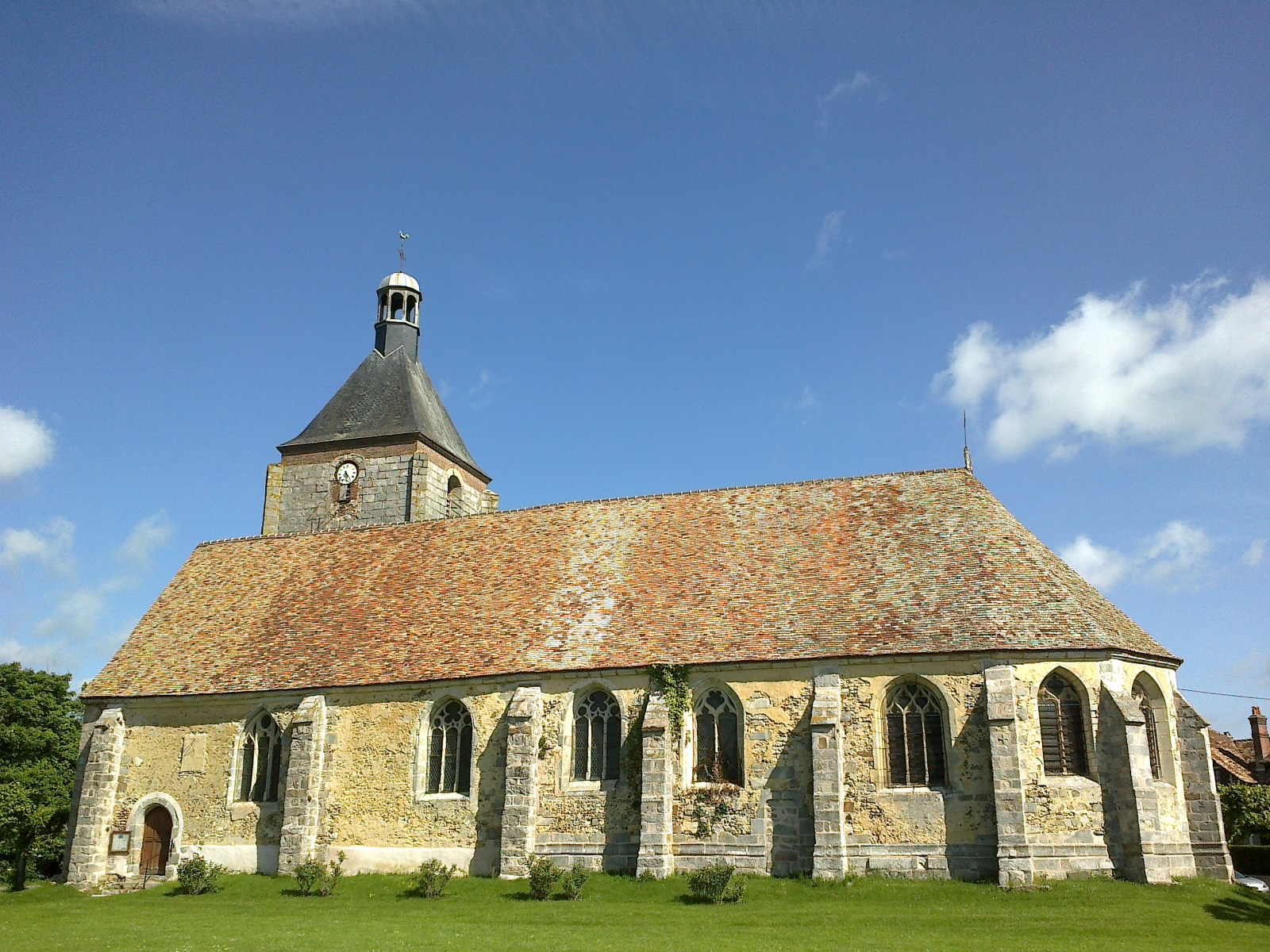
Kirche Saint-Remi in Prouais
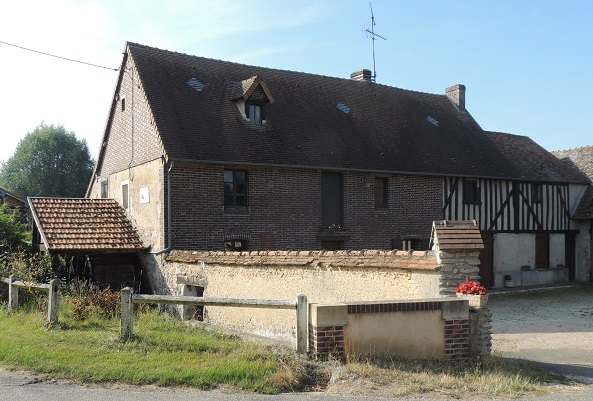
Mühle von Le Mesnil-sur-Opton
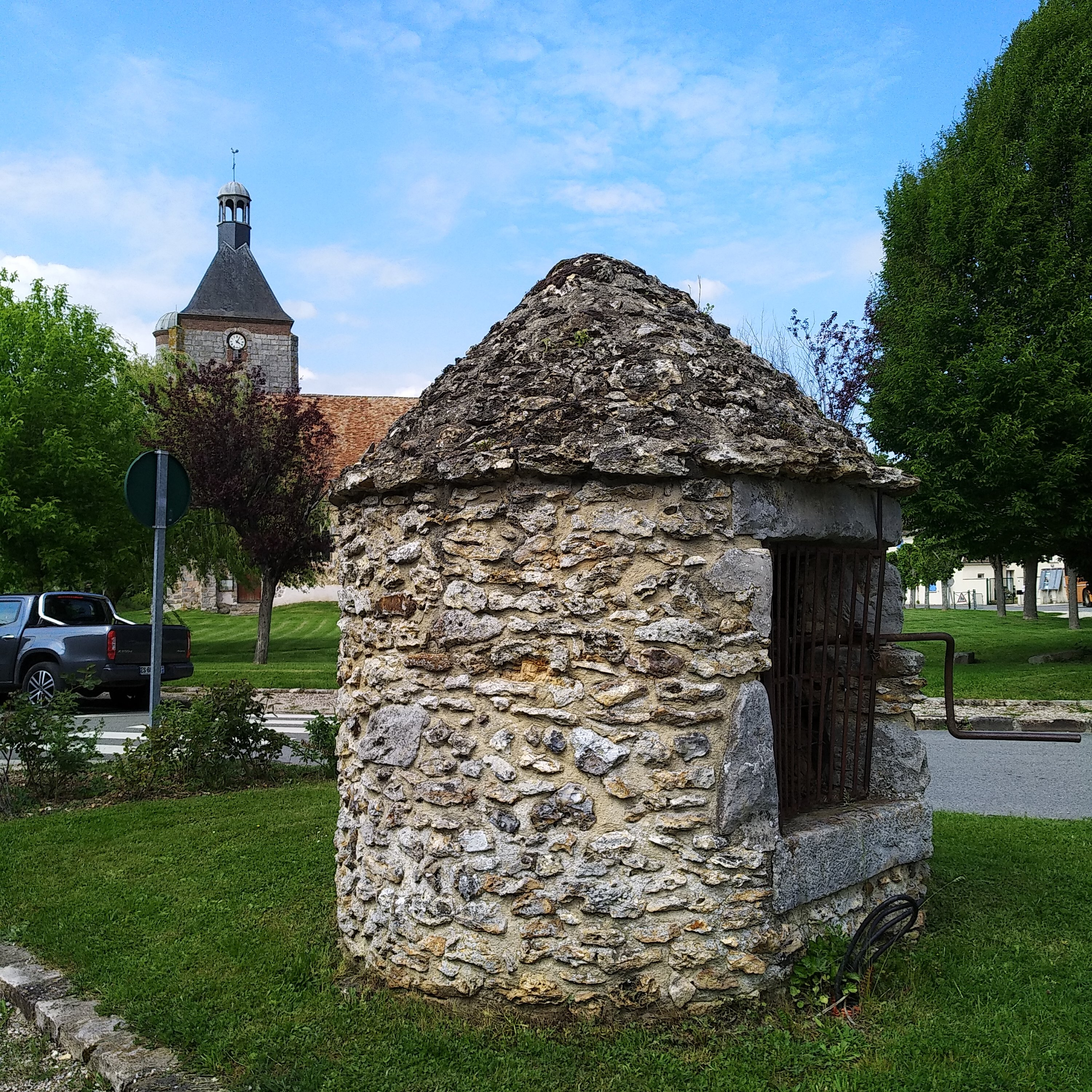
Ehemaliger Brunnen